# Triestingtal

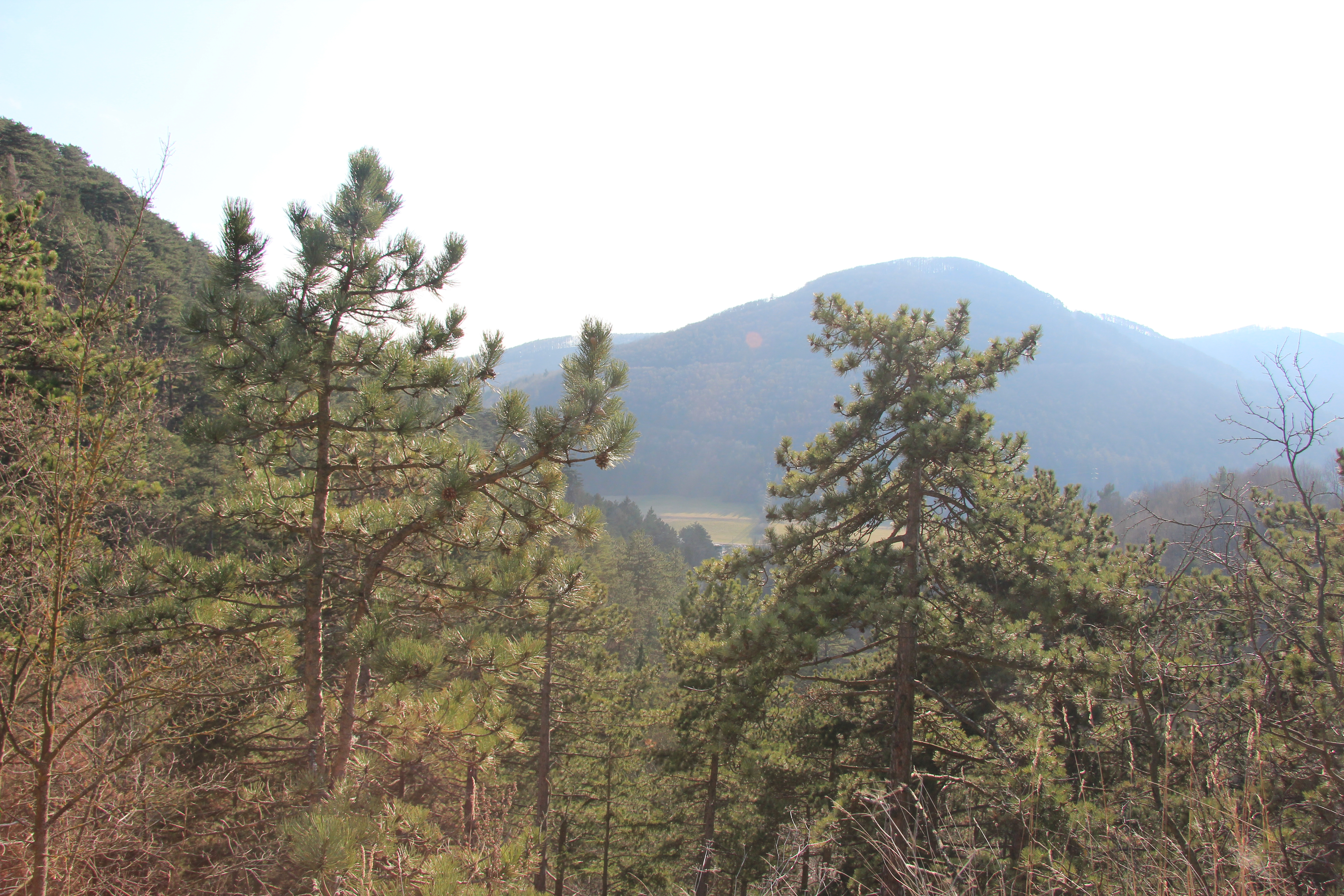
Blick in das Triestingtal vom Hafnerberg

Das Triestingtal ist ein vom gleichnamigen Fluss Triesting durchflossenes Tal in Niederösterreich. Es liegt in den Bezirken Lilienfeld und Baden. In der Einteilung der alten vier Viertel Niederösterreichs liegt ein westlicher Teil des Tals noch im Mostviertel, der größere Rest im Osten im Industrieviertel.

## Geografie
Der 581 m ü. A. hohe Gerichtsberg bildet den Beginn des Triestingtals im Westen. Von dort verläuft es ca. 29 km ostwärts und endet bei Hirtenberg, wo das Wiener Becken und die Thermenlinie beginnen. Die Triesting selbst beginnt zwischen dem Schöpfl und Kaumberg und durchfließt das ganze Triestingtal bis Hirtenberg, wo sie die Voralpen bzw. den Wienerwald verlässt, durch das Wiener Becken bis nach Achau fließt und dort in die Schwechat mündet.
Das Tal bildet die Südgrenze des Wienerwaldes. Westlich des Triestingtals schließt das Gölsental an den Gerichtsberg an. Erwähnenswerte Berge sind das Hocheck (1037 m ü. A.), das Kieneck (1106 m ü. A., am rechten Zubringer Further Bach) und der Araberg (800 m ü. A.).
Das Triestingtal umfasst die politischen Gemeinden Kaumberg, Altenmarkt, Weissenbach, Pottenstein, Hernstein (abseits in den Bergen gelegen), Berndorf, Furth (in einem Seitentale gelegen), Hirtenberg und Enzesfeld-Lindabrunn. Mit Ausnahme von Kaumberg bildeten diese Orte den ehemaligen Gerichtsbezirk Pottenstein, aber auch das Gebiet der Evangelischen Pfarrgemeinde Berndorf.

## Geschichte
Schon im Mittelalter wurde die Wasserkraft der Region in erster Linie von Mühlen und Schmieden genutzt.
Durch den Bau der Leobersdorfer Bahn um 1877 und im Fin de siècle bekam das Tal einen starken Industrialisierungsschub, der mit den Namen Krupp in Berndorf, Wilhelm Prym, Adolph Freiherr von Pittel und Starlinger in Weissenbach, Simon von Wimpffen in Neuhaus und mit der von Serafin Keller gegründeten Hirtenberger Patronenfabrik (aus der später auch die Kromag resultierte) in Hirtenberg verbunden bleibt. Mit der Eisenbahn kamen aber auch Sommerfrischegäste, die die landschaftlichen Schönheiten des Triestingtales zu entdecken wussten: Tourismus und Industrie prägten ab dem letzten Drittel des 19. Jahrhunderts das Triestingtal und Künstler wie der Librettist Camillo Walzel, die Architekten Ludwig Baumann und Joseph Urban und die Maler Franz Lefler und Heinrich Lefler verbrachten ihre Zeit gerne im Triestingtal.
Viele Betriebe kamen und gingen – sie prägten auch die Geschichte der Gemeinden Kaumberg, Altenmarkt, Furth, Weissenbach an der Triesting, Pottenstein, Enzesfeld-Lindabrunn, Leobersdorf und Schönau – doch nur wenige schafften den Sprung in die Dienstleistungsgesellschaft.

## Freizeit und Tourismus

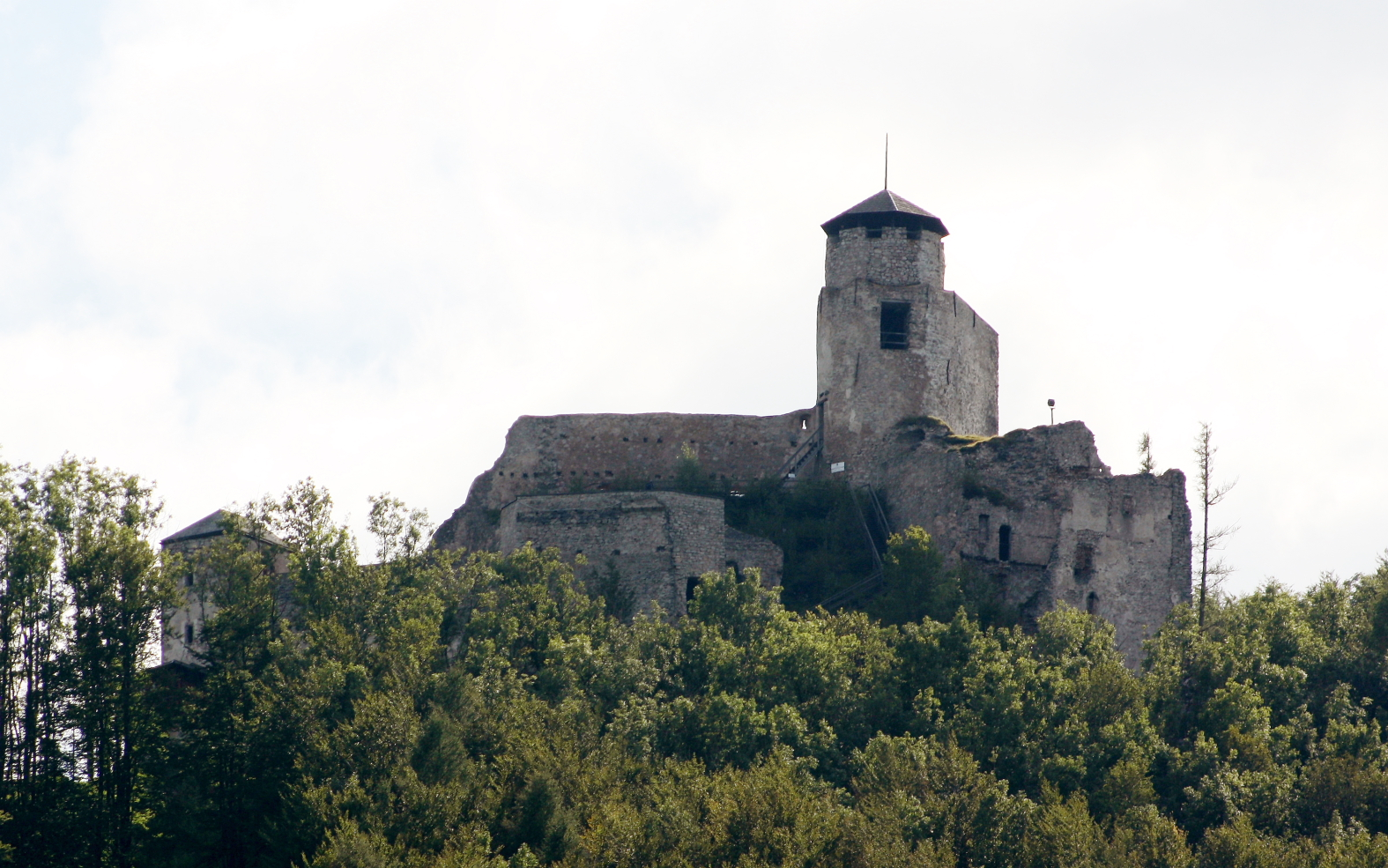
Die Araburg bei Kaumberg

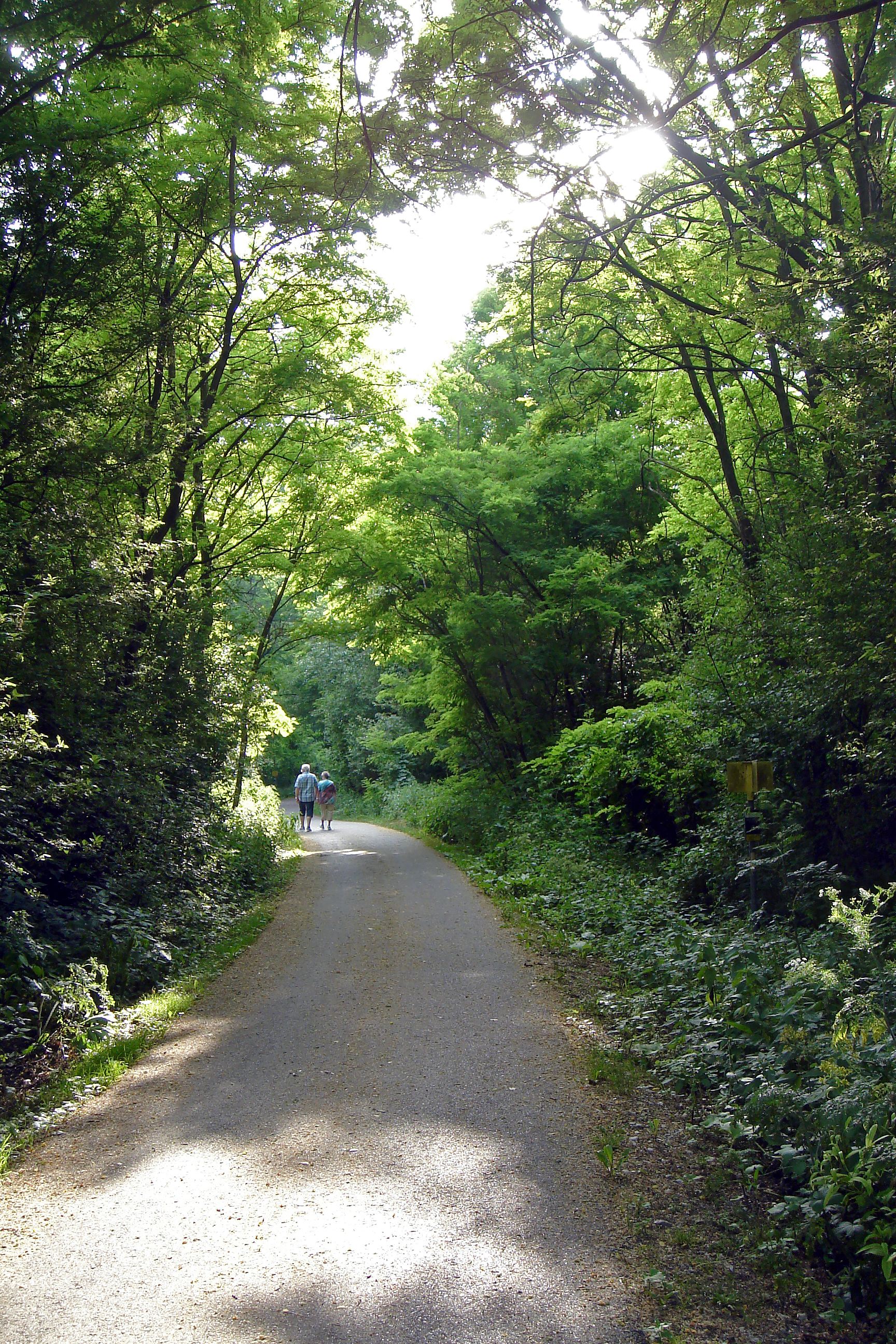
Triestingtal-Radweg in Enzesfeld(-Lindabrunn) (zwischen Betriebsgelände Rexam und Gewerbeansiedlung Aredpark)

Sehr bedeutend für die Region ist die bei Kaumberg auf dem Araberg gelegene Burgruine Araburg. Sie ist mit 800 Metern Seehöhe die höchstgelegene Burgruine Niederösterreichs und ein beliebtes Ziel von Einheimischen und Freizeittouristen.
Es gibt zahlreiche Museen und das Stadttheater Berndorf mit dem Berndorfer Theatersommer.
Von Leobersdorf bis auf den Gerichtsberg (Kaumberg) führt entlang der Triesting der 34,7 km lange Triestingtal-Radweg, auch existieren etliche Mountainbike-Strecken.

## Wirtschaft und Infrastruktur

### Industrie
In Furth im Triestingtal befindet sich die Land Drink Krenn KG, der größte Ciderhersteller in Österreich.

### Verkehr
Durch das gesamte Triestingtal führt die B18. Sie beginnt in Traisen, verläuft durch das Gölsen- und Triestingtal, kreuzt bei Leobersdorf die A2 und endet in Günselsdorf, wo sie in die B17 mündet.
Die ÖBB betreiben im Triestingtal heute noch einen Teilabschnitt der alten Leobersdorfer Bahn zwischen Weissenbach an der Triesting und Leobersdorf (bekannt als Triestingtalbahn), jedoch mit der Stilllegung des Leobersdorfer Bahn-Streckenabschnitts Hainfeld – Weißenbach-Neuhaus im Jahr 2004, ist der Großteil des Triestingtals heute ohne jede Bahnverbindung, einzig und allein angewiesen auf den Straßenverkehr.

### Regionalwährung
Das Triestingtal verbindet neben der Triesting auch die Regionalwährung Triestingtaler. Ein Triestingtaler ist 10 Euro wert; 30.000 Stück sind derzeit im Umlauf.